# 格雷格尼茨河
49°57′18.91″N 11°55′59.17″E / 49.9552528°N 11.9331028°E

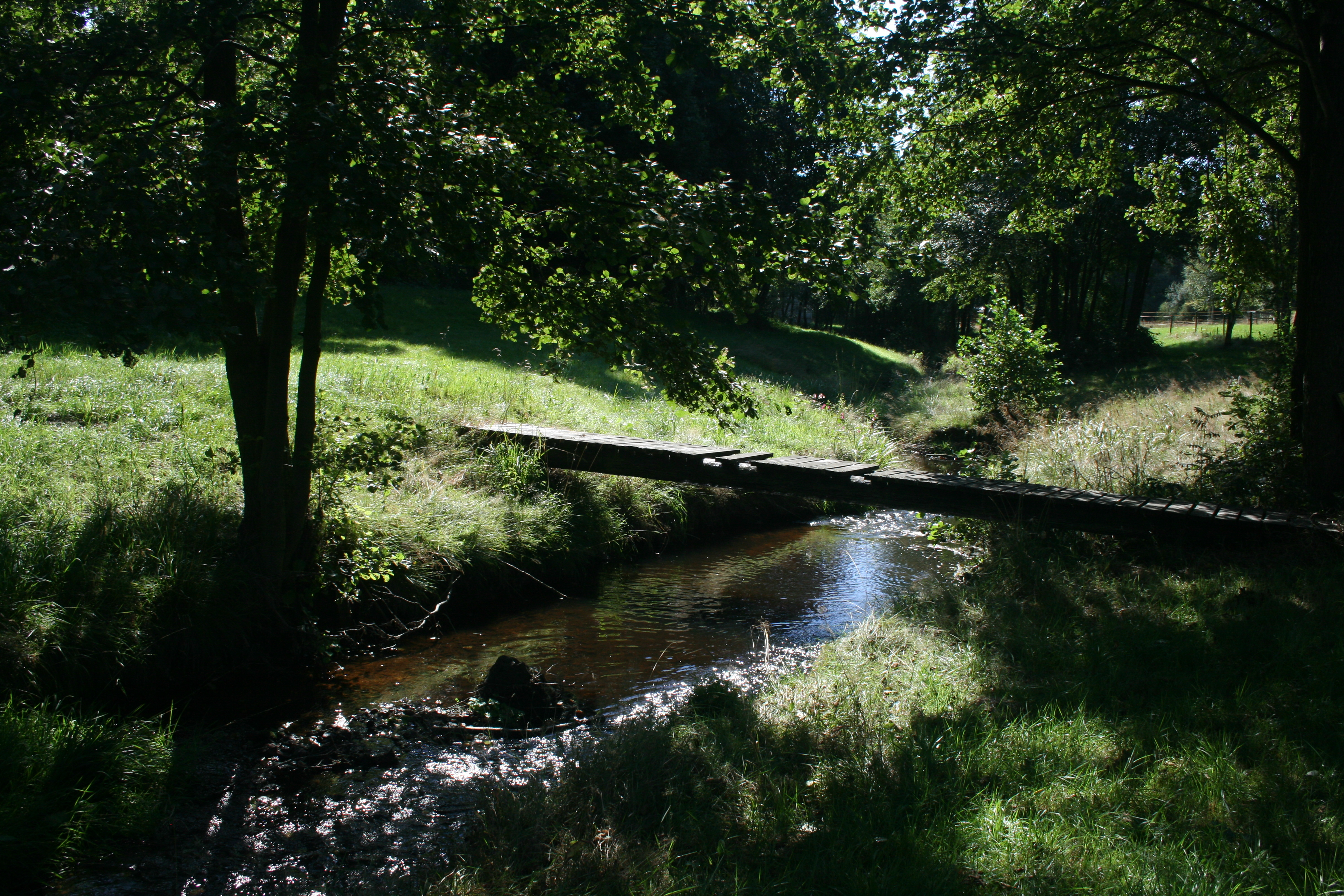

格雷格尼茨河是德國的河流，位於該國東南部，由巴伐利亞負責管轄，屬於菲希特爾納布河的支流，河道全長11.1公里，流域面積21.1平方公里。